# Ljupčac
Ljekoviti ljupčac (miloduh, luštrek, lustik, lat. Levisticum officinale) je jedina biljka iz roda Levisticum (ljupčac) porodica Apiaceae. Naraste do 2,5 metara u visinu. Stabljika i listovi su sjajne zelene ili žuto zelene boje. Cvjetovi su grupirani u štitce, žuti do žuto zelenkasti, promjera 2-3 mm. Plodovi su dužine do 7 mm, dozore u jesen. Cijela biljka ima jak i ugodam miris. Udomaćena je u jugoistočnoj Europi i jugozapadnoj Aziji. Listovi,korijen i sjemenke tj. plodovi su jestivi.Oprez! Vidi upozorenje na dnu stranice! Biljka se posebno cijeni kao izvrstan začin.Oprez! Vidi upozorenje na dnu stranice!

## Opis
Ljupčac je začinska i ljekovita trajnica, koja se često uzgaja kao dvogodišnja biljka, iz roda roda ljupčaca (Levisticum) porodice štitarki (Apiaceae). Uglavnom se uzgaja kao začinska biljka, ljekovita primjena mu je s vremenom zanemarena. Cijela biljka ima jak aromatičan miris. Vrlo je bujnog rasta, u visinu raste oko 1,5 metar i do 1 metar u širinu, a u dobrim uzgojnim uvjetima može doseći visinu i veću od dva metra. Cvate od svibnja do kolovoza, sjeme zrije u kolovozu i rujnu. Ovaj ljupčac (Levisticum officinale) ne treba zamijeniti s vazdazelenim likovcem (Daphne laureola) koji se u hrvatskom jeziku također ponekad naziva istim imenom, kao ni s biljkama sličnog engleskog imena: planinskim ljupčacem (mountain lovage, Ligusticum mutellina) i škotskim ljupčacem (Scottish lovage, Ligusticum scoticum).
Geografsko porijeklo ljupčaca je dvojbeno, postoje različiti navodi: neki znanstvenici smatraju da je autohtona europska biljka Mediterana i Jugoistočne Europe dok drugi navode da je iranskog ili afganistanskog porijekla, a da je u Europi naturalizirana.

## Uzgoj
Vrlo je nezahtjevna biljka za uzgoj. Najbolje uspjeva na ocjeditom tlu i sunčanoj poziciji, ali tolerira i laganu polusjenu. U komercijalnom uzgoju za potrebe prehrambene i farmaceutske industrije uzgaja se iz sjemena, ali kod uzgoja za osobne potrebe (dvije odrasle biljke dovoljne su za potrebe jedne porodice) preporučljivije je kupiti uzgojenu sadnicu. Da bi se osigurala dulja i izdašnija opskrba svježim listovima tijekom sezone korisno je cijelu biljku pred cvatnju odrezati neposredno iznad razine zemlje i ona će ponovno bujno potjerati mlade izboje. U prvom periodu novog rasta potrebno ju je obilno zalijevati.
Prirodno vrtlarenje. Ljupčac je vrijedna biljka u prirodnom načinu vrtlarenja i trebala bi se nalaziti u svakom vrtu. Povoljno utječe na zdravlje okolnih biljaka i pojačava okus povrća koje raste u blizini. Biljka u cvatu privlači u vrt pčele kao i predatore štetnih insekata (posebno osolike muhe čije se ličinke hrane biljnim ušima)

## Kulinarska primjena
Ljupčac je začinska biljka koja bi se svakako morala nalaziti na polici sa začinima u svakoj kuhinji. Kod nas je ljudi često nazivaju "biljka vegeta" ili "biljka magi" (od njemačkog Maggikraut) jer jelima daje ugodan i intenzivan miris po ovim poznatim začinima. Nezamjenjiv je začin u juhama, složencima s povrćem i umacima, kao i pečenjima i jelima od mesa. Posebnu aromu i specifičan miris daje → ljutenici, uz ajvar u nas najpopularnijoj vrsti zimnice od usitnjenog povrća. Kod dodavanja ovog začina u jela treba biti odmjeren, vrlo lako nadvlada ostale začine i osnovni miris jela. Lišće bez lisnih peteljki sabire se u rano ljeto, suši u hladu na prozračnom mjestu, usitni i čuva u dobro zatvorenim posudama.